# Święconka

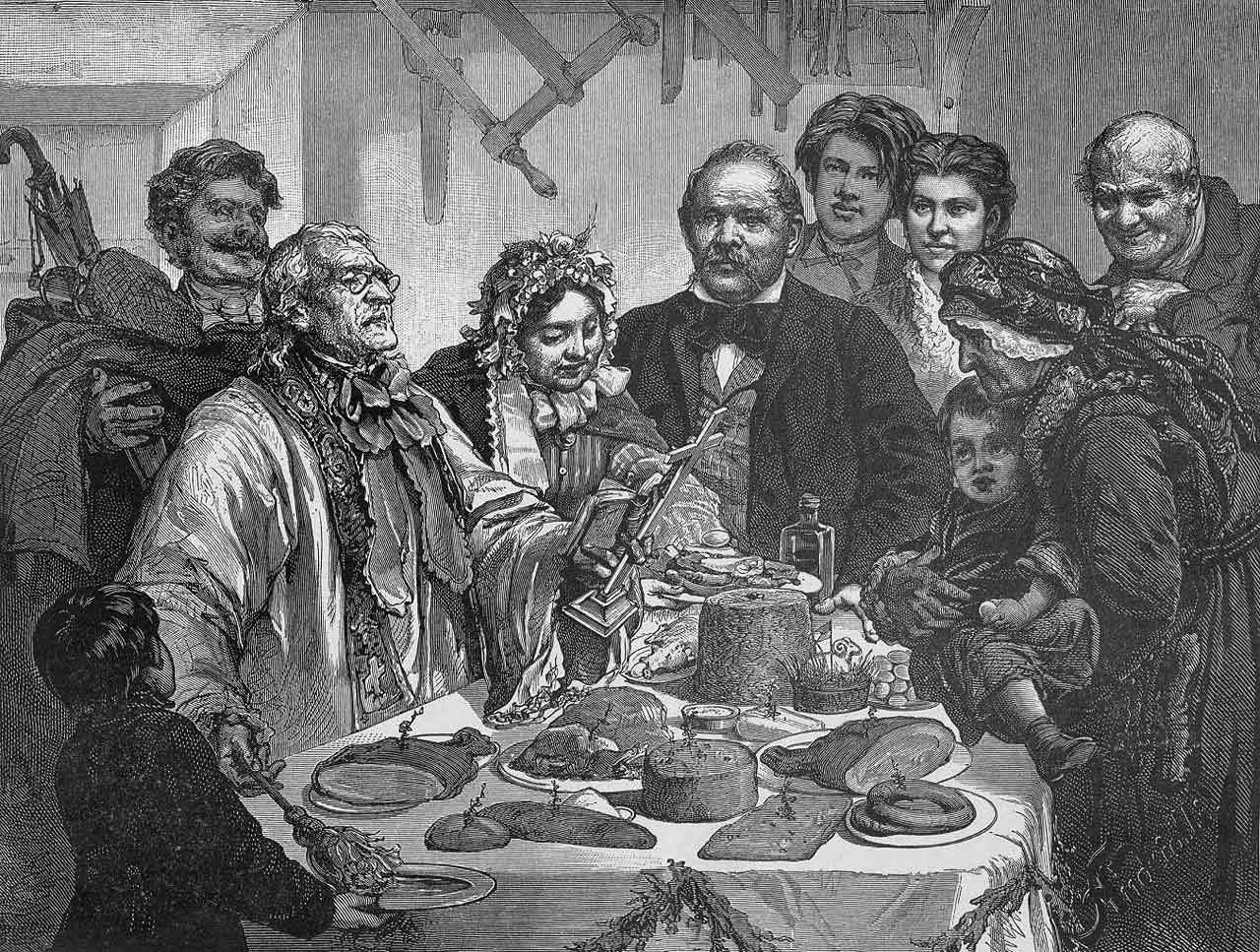
Phước lành thực phẩm trong thế kỷ 19, bởi Michał Elwiro Andriolli

Święconka (phát âm tiếng Ba Lan: [ɕfʲɛnˈtsɔnka]), có nghĩa là "phước lành của các giỏ Phục sinh", là một trong những truyền thống của người Ba Lan bền vững và được yêu thích nhất vào Thứ Bảy Tuần Thánh. Với nguồn gốc bắt nguồn từ lịch sử ban đầu của Ba Lan, nó cũng được thực hiện bởi người nước ngoài và con cháu của họ Ba Lan ở Hoa Kỳ, Canada, Anh, Ireland và các cộng đồng Giáo xứ Ba Lan khác.

## Thời hiện đại

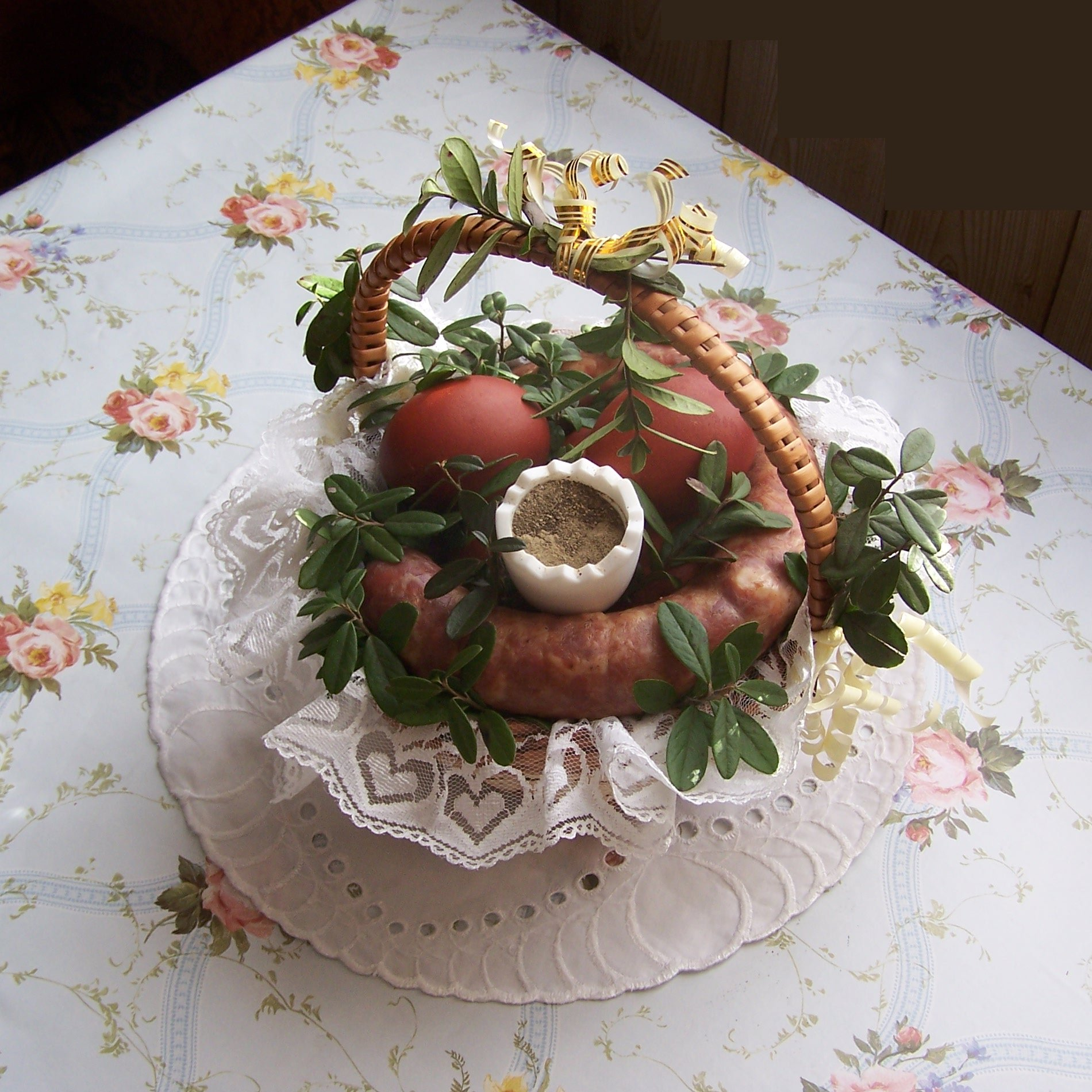
Một giỏ "Święconka" điển hình của truyền thống Thứ Bảy Tuần Thánh ở Ba Lan

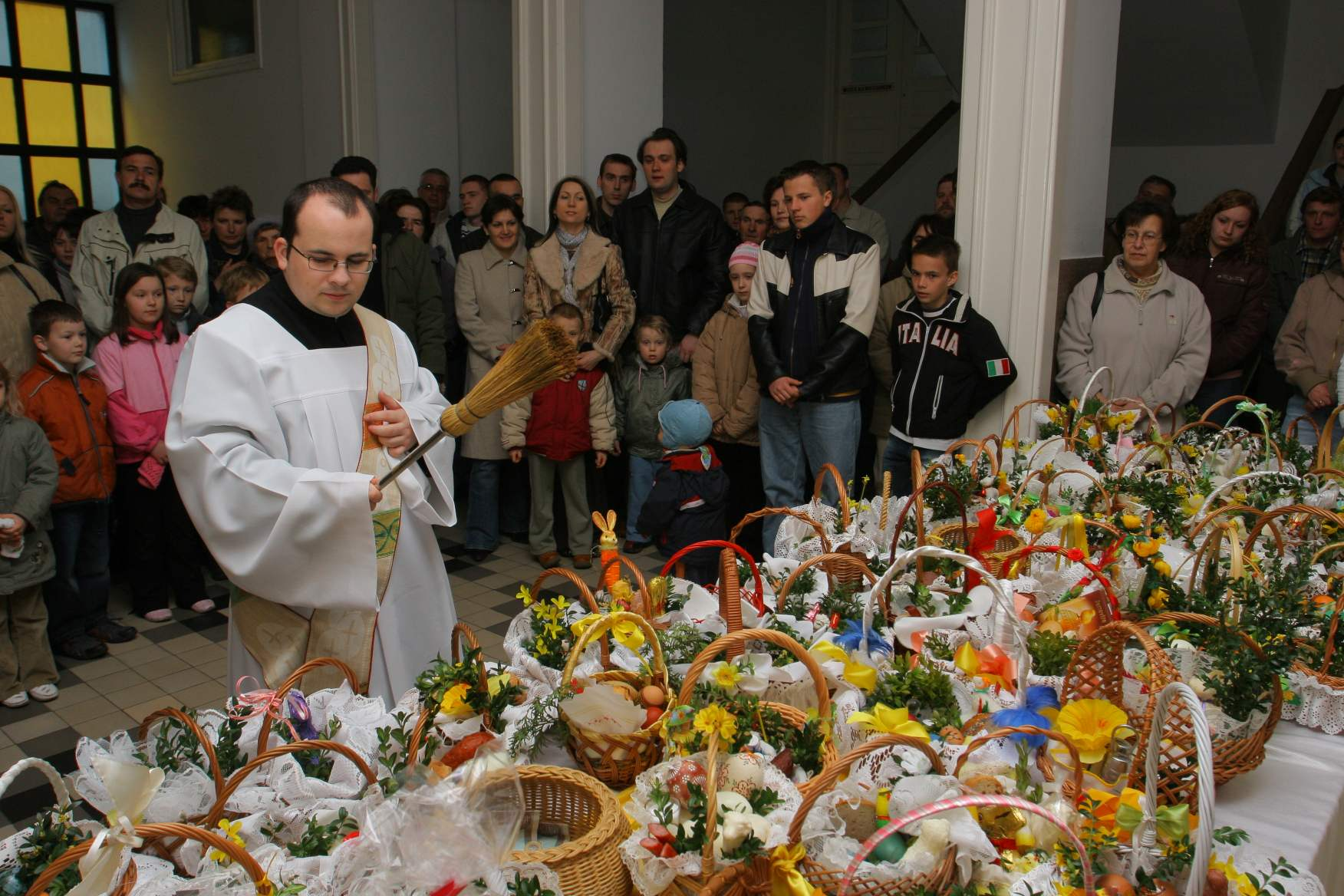
Lễ hiện đại ở Ba Lan